# Luitpold Domberger
Luitpold Domberger (* 6. November 1912 in Höfen an der Enz; † 14. September 2005) war ein Pionier des künstlerischen Siebdrucks in Deutschland.

## Leben
Luitpold (Poldi) Domberger studierte ab 1928 an der Kunst- und Gewerbeschule in Pforzheim, wo er danach als selbstständiger Gebrauchsgrafiker arbeitete, bevor er Mitte der 1930er Jahre nach Stuttgart übersiedelte. Ende der 1940er Jahre kam er – durch den Besuch einer Ausstellung im Stuttgarter Amerikahaus – mit dem neuen Medium des Siebdrucks in Berührung. Zu diesem Zeitpunkt war die aus Amerika stammende Drucktechnik in Deutschland noch wenig bekannt und steckte technisch noch in den Kinderschuhen. Nach diversen Experimenten mit einfachsten Hilfsmitteln richtete er 1949 eine erste Siebdruckwerkstätte in der Gänsheidestraße 26 in Stuttgart ein. Sein dortiger Nachbar war der Künstler Willi Baumeister. Als dieser sich nach der neuen Drucktechnik erkundigte, kam es zu einer Zusammenarbeit zwischen dem Siebdrucker und dem Künstler, in deren Folge zwischen 1950 und Baumeisters Tod im Jahr 1955 knapp 60 Serigrafien entstanden. Angeregt durch erste Ausstellungen der Baumeister-Siebdrucke ließen bald auch weitere Künstler bei Domberger drucken. Domberger prägte in den Folgejahren das neu entstehende Berufsbild des Siebdruckers entscheidend mit; aus seiner Werkstatt gingen junge Drucker wie Hans-Peter Haas hervor. Ende der 1960er Jahre wurde am neuen Druckereistandort in Plattenhardt bei Stuttgart die Edition Domberger gegründet, die bis heute unter der Leitung seines Sohnes, des Siebdruckers Michael Domberger, weiterbesteht. 
Am 14. September 2005 starb Luitpold Domberger. Im November 2009 wurde bekannt, dass das Land Baden-Württemberg die Sammlung Michael Domberger mit wichtigen Originalserigrafien, Vorlagen, Andrucken, Zustandsdrucken etc. erwarb. Das Land Baden-Württemberg hat die Sammlung Domberger der Stadt Filderstadt mit der Zielsetzung überlassen, sie wissenschaftlich aufzuarbeiten. Sie ist in einer Etage des Domberger Firmengebäudes untergebracht.
Ein weiteres Anliegen des Landes, nämlich die Sammlung Domberger der Öffentlichkeit zugänglich zu machen, wurde ebenfalls umgesetzt. In einer weiteren Etage hat die Stadt Filderstadt im Mai 2022 das bundesweit erste Serigrafie-Museum eröffnet. Das Serigrafie-Museum präsentiert pro Jahr drei Ausstellungen mit Exponaten aus der Sammlung Domberger. Ergänzt werden diese Ausstellungen mit der Präsentation jeweils einer jungen Position. Zwei Siebdruckwerkstätten, in denen Besucher im Postkartenformat einen Druckversuch starten können, runden das Profil ab.

## Werk als Siebdrucker
Die intensive Zusammenarbeit zwischen Domberger und Baumeister gab dem künstlerischen Siebdruck (Serigrafie) in Deutschland wichtige Impulse. Ab den 1950er Jahren schuf Domberger Serigrafien für viele international bekannte Künstler, unter anderem für Max Ackermann, Josef Albers, Max Bill, Richard Estes, Adolf Fleischmann, Otto Herbert Hajek, Richard Hamilton, Robert Indiana, Nicholas Krushenick, Roy Lichtenstein, Georg Karl Pfahler, Anton Stankowski, Victor Vasarely und Ben Willikens. Siebdrucke aus dem Hause Domberger sind heute weltweit auf Messen, im Kunsthandel sowie in vielen Grafik-Auktionen und Sammlungen zu finden.
Luitpold Domberger war Mitbegründer des Verbandes deutscher Siebdrucker und 1961/62 maßgeblich an der Gründung der FESPA beteiligt. Sein frühes Eintreten für das neue Medium Siebdruck trug dazu bei, dass Stuttgart in den 1960er Jahren zu einem „Zentrum für die künstlerische Siebdruckwelt wurde“, das viele weitere bekannte Siebdrucker wie Hans-Peter Haas, Roland Geiger und Frank Kicherer hervorgebracht hat.

## Belege
1. ↑  Esslinger Zeitung: Land kauft Sammlung Domberger. Artikel vom 12. November 2009, abgerufen am 5. April 2011
2. ↑  Internetauftritt FESPA: When and why was FESPA formed? (Memento vom 31. Oktober 2010 im Internet Archive), abgerufen am 5. April 2011
3. ↑  FESPA WORLD Ausgabe 42 (englisch)

| Personendaten    | Personendaten                                                            |
| ---------------- | ------------------------------------------------------------------------ |
| NAME             | Domberger, Luitpold                                                      |
| ALTERNATIVNAMEN  | Domberger, Poldi                                                         |
| KURZBESCHREIBUNG | deutscher Künstler, Pionier des künstlerischen Siebdrucks in Deutschland |
| GEBURTSDATUM     | 6. November 1912                                                         |
| GEBURTSORT       | Höfen an der Enz                                                         |
| STERBEDATUM      | 14. September 2005                                                       |